# TRAPPIST-1f
TRAPPIST-1f（トラピスト 1f）は、地球から見てみずがめ座の方向に39.4光年離れた位置にある赤色矮星TRAPPIST-1を公転している太陽系外惑星である。

## 発見
2016年9月19日から9月20日にかけて、スピッツァー宇宙望遠鏡がTRAPPIST-1を観測した際に発見された。発見時には、すでにTRAPPIST-1系には、TRAPPIST-1b、TRAPPIST-1c、TRAPPIST-1dの3つの惑星の存在が知られていたが、この時のTRAPPIST-1dの公転周期などの軌道要素が確定されていなかった。しかし、次の観測で、dの確定しなかった軌道要素がTRAPPIST-1d、TRAPPIST-1e、TRAPPIST-1f、TRAPPIST-1gの4つの惑星によるものだった事が判明した。

## 特徴
| 地球 | TRAPPIST-1f |
| ---- | ----------- |
| 地球 | Exoplanet   |

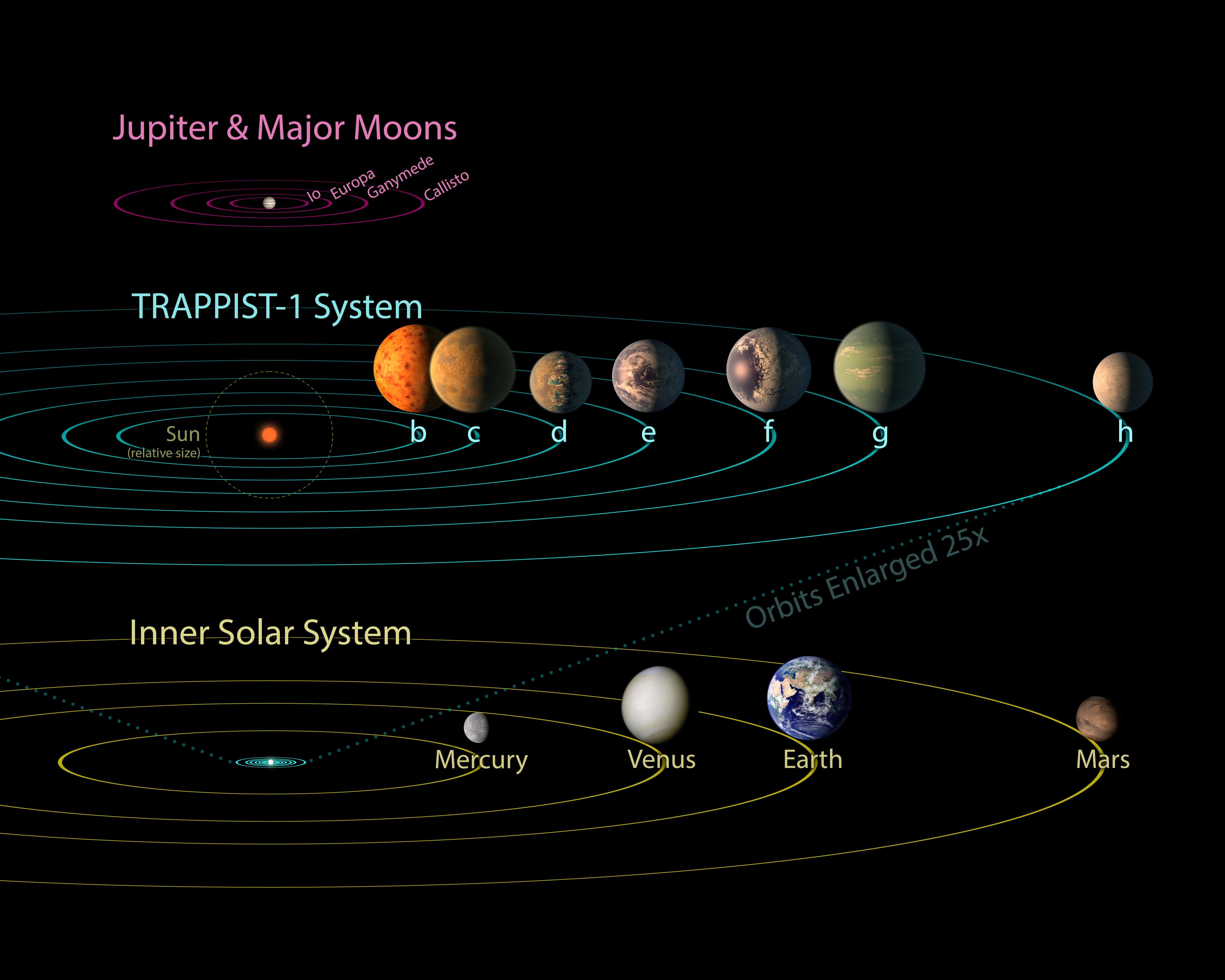
TRAPPIST-1系(真ん中)、太陽系の内惑星系(下)、木星のガリレオ衛星(上)の軌道を比較した図

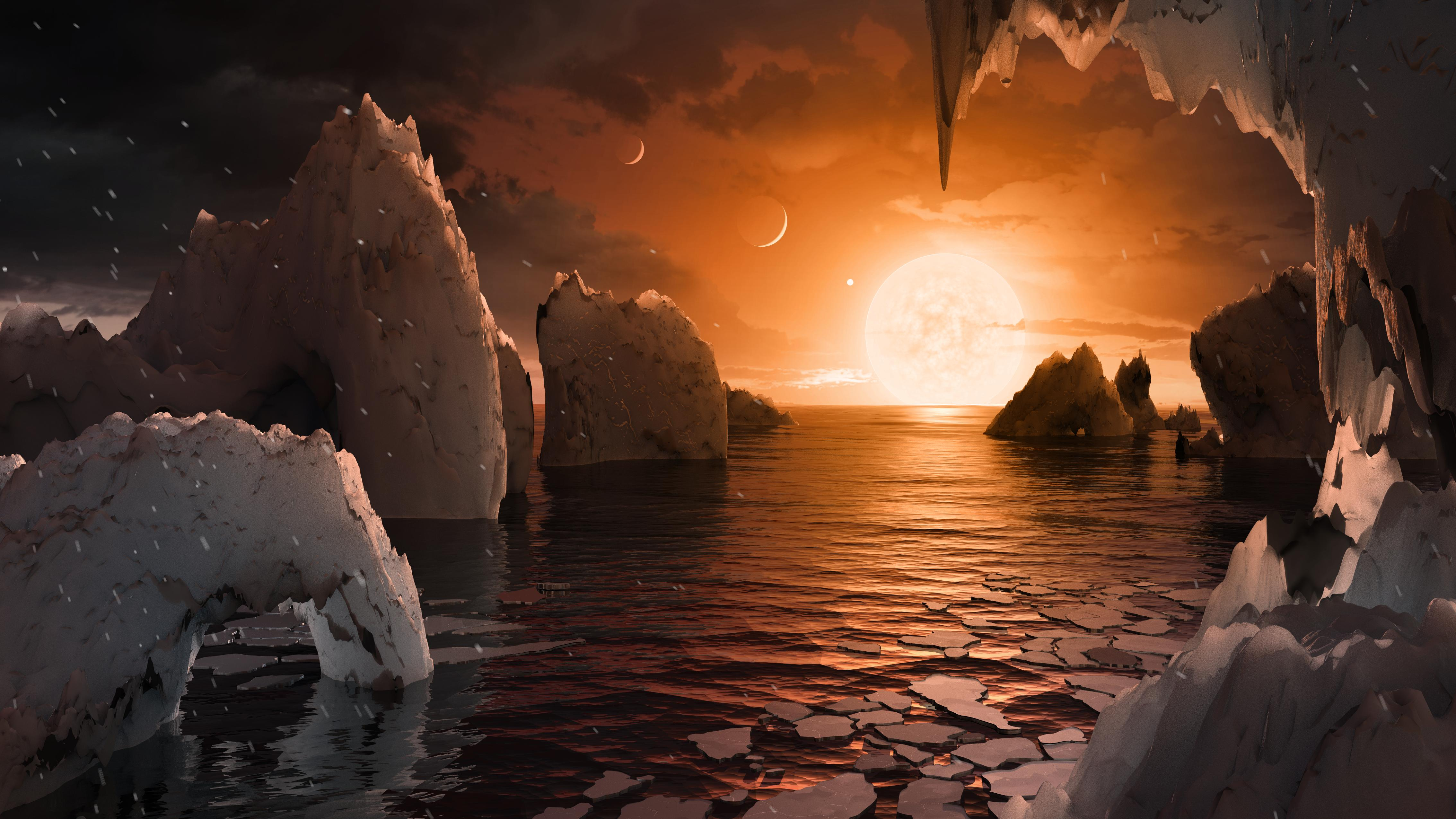
TRAPPIST-1fの表面の想像図。空には主星TRAPPIST-1と他の惑星が見える。

TRAPPIST-1fは、半径が地球の1.045倍で、質量は2月の発表では0.68倍となっていたが、4月の発表では、0.36倍となった。その大きさから、TRAPPIST-1fは地球のような岩石惑星であると推測されている。また、半径と予想される密度から、重力は地球の0.62倍になると推定されている。主星のTRAPPIST-1からは0.0371au(約550万km)しか離れておらず、これは太陽から水星までの距離(0.387au)の約10分の1しかない。しかし、主星のTRAPPIST-1が「超低温矮星」と呼ばれる、恒星の中でも最小級の分類に属されるため、主星から受ける熱やエネルギーはそれほど大きくないであろう。公転周期は約9日で、f:e=3:2、g:f=4:3という軌道共鳴の関係が見られる。
TRAPPIST-1fはTRAPPIST-1のハビタブルゾーン内を公転しているとされ、表面温度は219K(-54℃)である。仮に水が存在するとしても、これは水が氷に凍ってしまう温度になる。しかし、仮に自転と公転の同期が発生しているとすると、惑星の片面は常に恒星にさらされるため、氷が解けて海を形成しているかもしれない。この条件が整っている場合、生命が誕生している可能性も考えられる。しかし、自転と公転が同期していれば、惑星全体で昼側から夜側への強風が吹き、地球とは環境が大きく異っている可能性もある。地球にどれだけ組成が似ているかを示すESIの値は、0.68である。